# Acide formiminoglutamique
L’acide formiminoglutamique, souvent abrégé en FIGLU, est un métabolite de la dégradation de l'histidine issu de l'hydratation de l'acide 4-imidazolone-5-propionique par l'imidazolonepropionase (en) (EC 3.5.2.7).
La détection de FIGLU dans l'urine, après administration d'histidine par voie orale, est un test permettant de détecter une carence en vitamine B12 ou en vitamine B9.